# Open Sky Records
Open Sky Records - компания, созданная для записи и издания музыкальных произведений рок-группы Iona и сольных проектов её музыкантов.

## Исполнители
- Iona
- Дэйв Бэйнбридж
- Трой Донокли и Дэйв Бэйнбридж
- Дэйв Бэйнбридж и Дэвид Фицджеральд